# Траини, Франческо
Франческо Траини (итал. Francesco Traini; работал в Пизе 1321 — 1348 годах)  — итальянский живописец периода проторенессанса луккано-пизанской школы.

## Биография
О жизни Франческо Траини сохранилось крайне мало сведений. В архивных документах Пизы Траини впервые упоминается в 1321 году. 1322 годом отмечено сообщение о том, что Траини получил плату за работы в Палаццо Анциани, в Пизе. В документе от 1337 года сообщается, что Франческо Траини нанял себе подмастерье по имени Джованни сроком на три года. А в документах, помеченных декабрём 1340 года и февралём 1341 года, обсуждается вопрос о гонфалоне (выносная икона), которую Траини написал для братства Лауди из пизанского собора. Существует только одно произведение, имеющее его подпись, это алтарная картина «Святой Доминик и сцены из его жизни», которую Траини написал для доминиканской церкви Санта-Катерина в Пизе (ныне — Музей Сан-Маттео, Пиза). Сохранившиеся документы позволяют датировать её 1344—1345 годами.
Все остальные немногие произведения, которые ныне приписываются Траини, не имеют его подписи, и причислены к его творчеству по стилевому сходству. Это «Святая Анна с Богоматерью и Младенцем» (Принстон, музей Университета), «Мадонна с Младенцем» (Прадо, Мадрид), «Святой Павел» (Нанси, Музей изящных искусств), «Архангел Михаил», Национальный музей виллы Гуиниджи, Лукка), «Благословляющий Христос» (Музей Университета Северной Каролины), и «Мадонна с Младенцем» (коллекция Шифф, Пиза). К этой же группе произведений примыкают несколько работ из пизанского музея Сан-Маттео: так называемая «Мадонна № 61» и четыре створки с изображением святых Петра, Павла, Иоанна Крестителя и Доротеи (или святых Розалии или Екатерины — иконографически точно определить невозможно), которые ранее хранились в частном собрании Дзуккетти. Эти пять произведений составляют полиптих, известный как «Полиптих Дзуккетти», однако не все специалисты относят их к творчеству Траини, возможно что это работа его последователя Джованни ди Никола да Пиза.
Долгое время считалось, что Франческо Траини является автором фресок в пизанском Кампо-Cанто, изображающих «Триумф смерти» (на этой атрибуции настаивал М. Мисс), однако Роберто Лонги в своей диссертации доказал, что эти фрески в действительности являются творением эмилианского художника, поэтому среди учёных закрепилось мнение, что их автором является Буонамико Буффальмакко.
Изменение атрибуции произошло и в отношении другого известного произведения, ранее числившегося за Траини — алтарного образа «Триумф Святого Фомы Аквинского» из церкви Санта-Катерина в Пизе. Роберто Лонги доказал, что это произведение сиенского художника, и большая часть специалистов считают его работой Липпо Мемми.
Манера Траини близка сиенской школе живописи, в частности, творчеству Симоне Мартини, и раннему Липпо Мемми. Это неудивительно, если учесть, что в 1319 году Симоне Мартини создал полиптих для церкви Санта-Катерина в Пизе, а в старых пизанских хрониках есть упоминания о существовании полиптиха работы Липпо Мемми, который имел подпись и дату — 1325 год. Более искусная сиенская манера не могла не отразиться на творчестве художника. В своих произведениях Траини уделяет внимание объёмной «лепке» форм, а в самом позднем произведении, алтарной картине «Святой Доминик и сцены из его жизни» (1344—1345 годы, музей Сан-Маттео) достигает выразительности, наводящей на мысли о его связях с искусством Маттео Джованнетти. Небольшие боковые сцены картины, например, «Святой Доминик, спасающий потерпевших кораблекрушение» очень близки к манере работавшего в Авиньоне Джованнетти.
Франческо Траини известен и как художник-миниатюрист, им созданы иллюстрации к первой главе «Божественной комедии» Данте, хранящейся ныне в музее Конде в Шантийи.
Траини был единственным крупным пизанским мастером XIV века. Он сыграл важную роль в формировании местных художников, среди которых наиболее значительными были Чекко ди Пьетро, Франческо ди Нери да Вольтерра, Джованни ди Никола, и «Мастер Распятия из Кампо-Cанто».

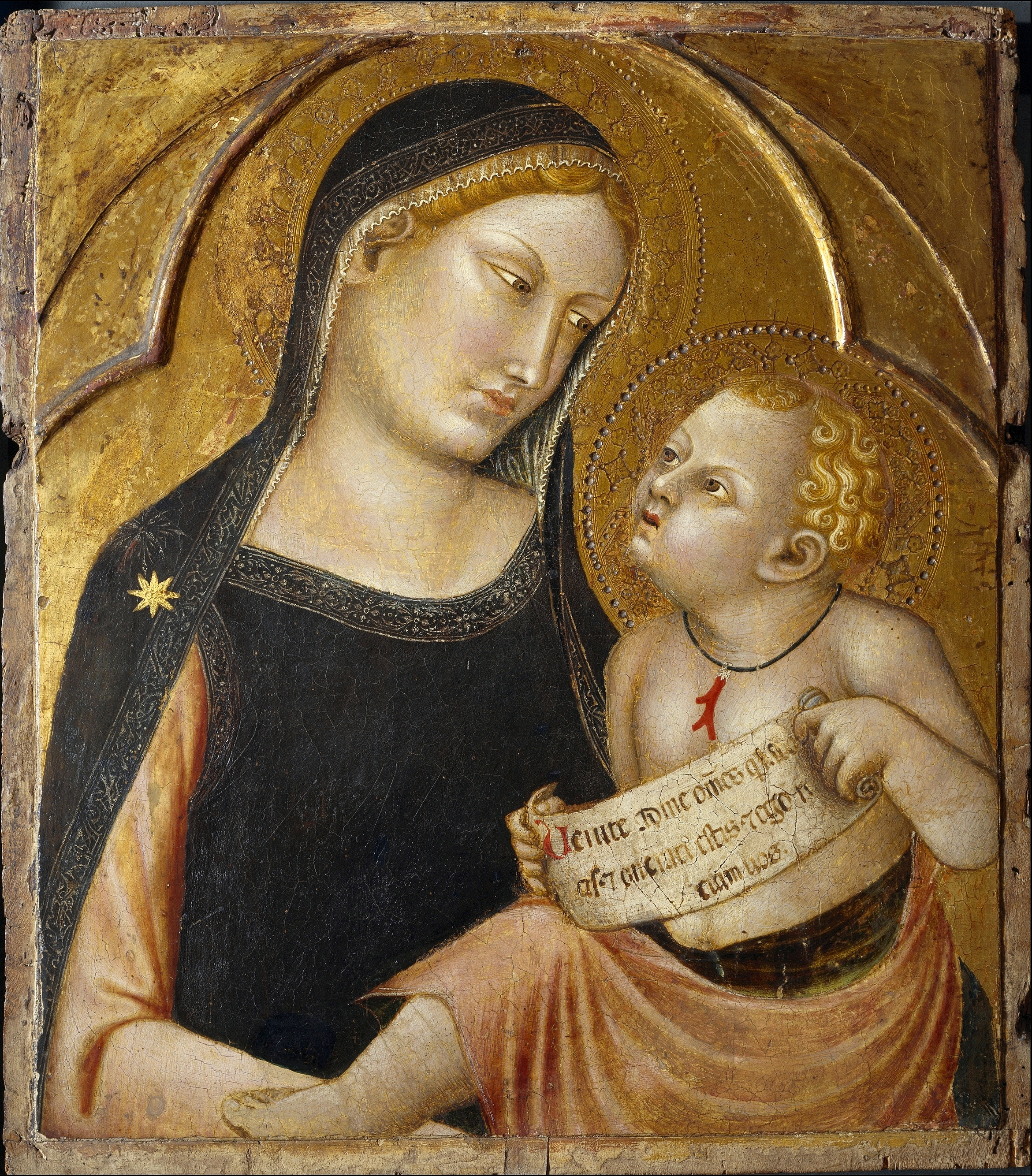
Мадонна с Младенцем. Ок. 1345. Дерево, темпера, золочение. Прадо, Мадрид
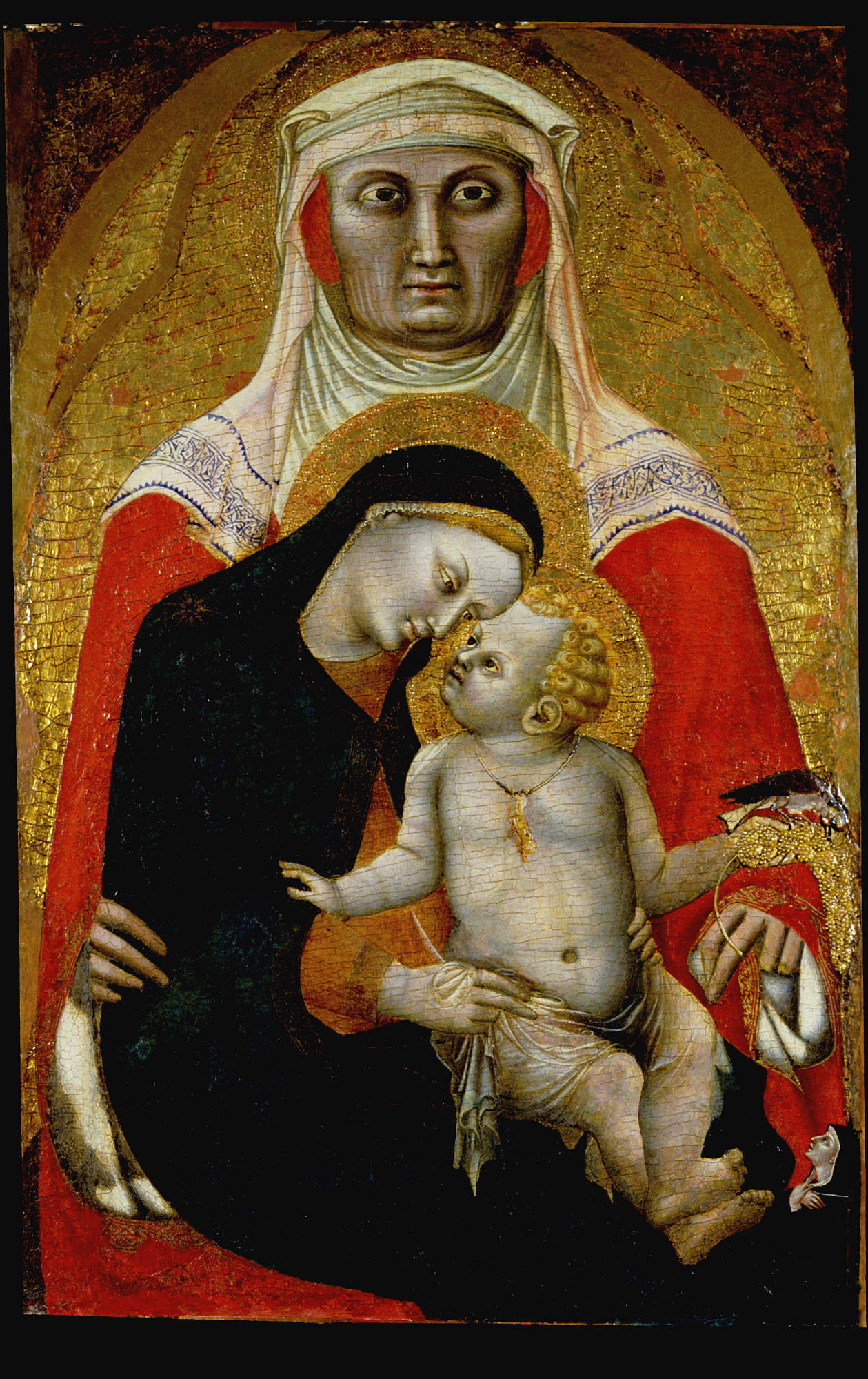
Святая Анна с Богоматерью и Младенцем. Между 1340 и 1345. Дерево, темпера. Музей Принстонского университета, США
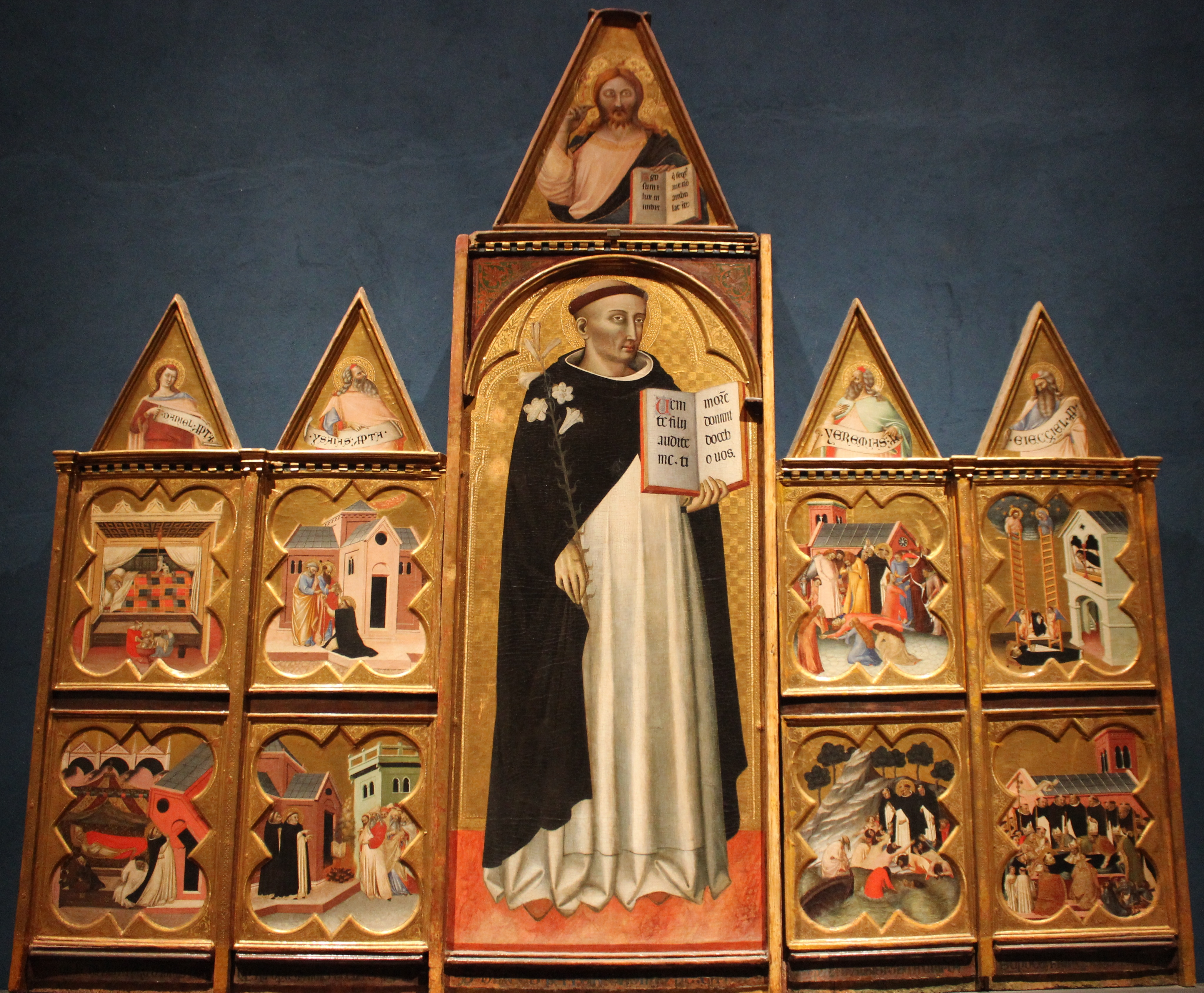
Святой Доминик и сцены из его жизни. Полиптих. 1344—1345. Дерево, темпера. Музей Сан-Маттео, Пиза
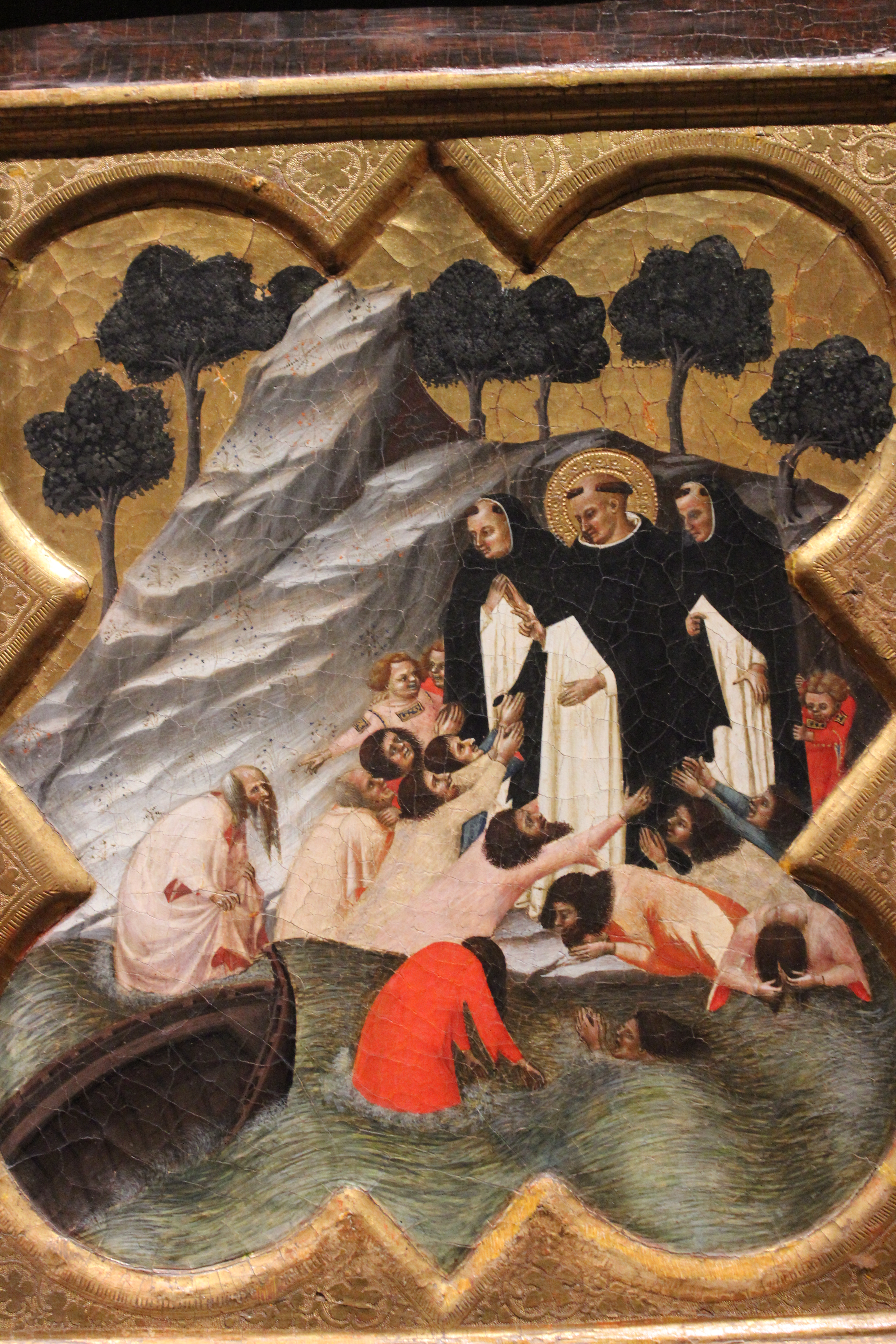
Святой Доминик спасает терпящих кораблекрушение. Деталь полиптиха
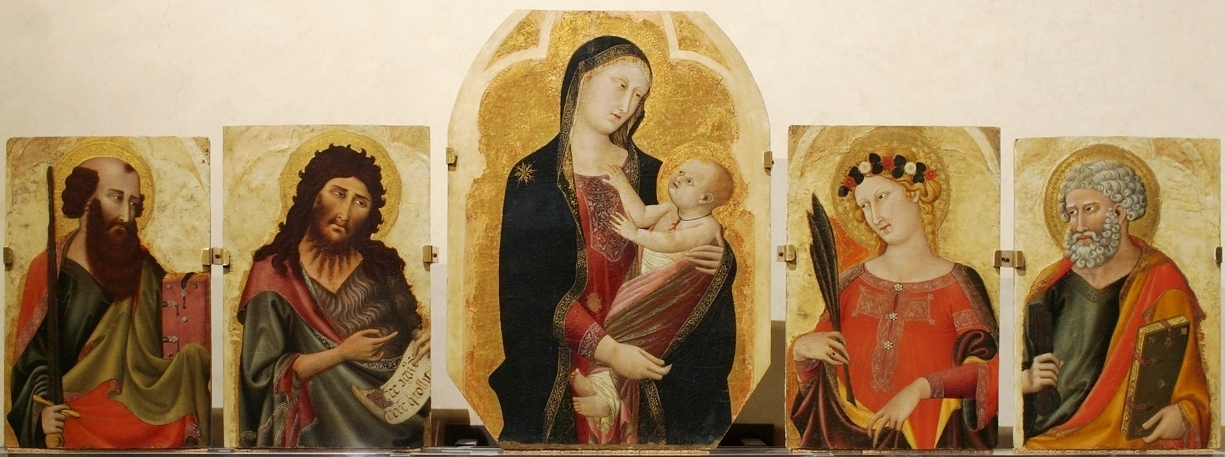
Полиптих Дзуккетти. Музей Сан-Маттео, Пиза